# Takahashi Shohei
Takahashi Shohei (高橋 祥平 (Cao-Kiều Tường-Bình) Takahashi Shōhei,  sinh ngày 27 tháng 10 năm 1991) là một cầu thủ bóng đá người Nhật Bản thi đấu cho Júbilo Iwata ở J1 League.

## Sự nghiệp
Anh là một hậu vệ đa năng khi có thể chơi ở vị trí hậu vệ trái hay trung vệ. Takahashi bắt đầu sự nghiệp bóng đá với Tokyo Verdy vào tháng 3 năm 2007 lúc 17 tuổi.

## Thống kê sự nghiệp câu lạc bộ
Cập nhật đến ngày 23 tháng 2 năm 2017.
| Câu lạc bộ          | Mùa giải            | Giải vô địch | Giải vô địch | Cúp Hoàng đế Nhật Bản | Cúp Hoàng đế Nhật Bản | J. League Cup | J. League Cup | Tổng    | Tổng      |
| Câu lạc bộ          | Mùa giải            | Số trận      | Bàn thắng    | Số trận               | Bàn thắng             | Số trận       | Bàn thắng     | Số trận | Bàn thắng |
| ------------------- | ------------------- | ------------ | ------------ | --------------------- | --------------------- | ------------- | ------------- | ------- | --------- |
| Tokyo Verdy         | 2009                | 25           | 1            | 0                     | 0                     | -             | -             | 25      | 1         |
| Tokyo Verdy         | 2010                | 20           | 1            | 1                     | 0                     | -             | -             | 21      | 1         |
| Tokyo Verdy         | 2011                | 28           | 1            | 2                     | 0                     | -             | -             | 30      | 1         |
| Tokyo Verdy         | 2012                | 38           | 6            | 2                     | 0                     | -             | -             | 40      | 6         |
| Tokyo Verdy         | Tổng                | 111          | 9            | 5                     | 0                     | -             | -             | 116     | 9         |
| Omiya Ardija        | 2013                | 32           | 1            | 3                     | 0                     | 4             | 0             | 39      | 1         |
| Omiya Ardija        | 2014                | 34           | 6            | 2                     | 0                     | 6             | 0             | 42      | 6         |
| Omiya Ardija        | Tổng                | 66           | 7            | 5                     | 0                     | 10            | 0             | 81      | 7         |
| Vissel Kobe         | 2015                | 26           | 2            | 3                     | 0                     | 6             | 0             | 35      | 2         |
| Vissel Kobe         | 2016                | 13           | 0            | 2                     | 1                     | 6             | 0             | 21      | 1         |
| Vissel Kobe         | Tổng                | 39           | 2            | 5                     | 1                     | 12            | 0             | 56      | 3         |
| Tổng cộng sự nghiệp | Tổng cộng sự nghiệp | 216          | 18           | 15                    | 1                     | 22            | 0             | 253     | 19        |